# サッチモ・シングス・ディズニー
『サッチモ・シングス・ディズニー』（原題：Disney Songs The Satchmo Way）は、ジャズ・トランペット奏者、歌手のルイ・アームストロングが1968年に発表したアルバム。ディズニー映画の主題歌や挿入歌を取り上げた内容で、ウォルト・ディズニー・カンパニーの関連会社ウォルト・ディズニー・レコードから発売された。

## 解説
アームストロングは、1960年代初頭にディズニーランドのイベントに出演し、その模様はテレビ番組『ディズニーランド・アフター・ダーク』でも紹介された。そして1966年、ウォルト・ディズニーから本作の企画を依頼される。ほどなくディズニーは、アルバムの完成を見ずに亡くなるが、アームストロングお得意のニューオーリンズ・ジャズのスタイルで、お馴染みの楽曲に新たな解釈がなされ、幅広い層に親しまれるアルバムとなった。ディズニー初の長編アニメーション映画『白雪姫』から、本作制作の少し前に公開された『ファミリー・バンド』まで、幅広い映画から選曲している。
なお、現行のリマスターCDでは、ジャケットや曲順が変更されている。下記の曲順は現行CDに準じる。

## 収録曲
1. ジッパ・ディー・ドゥー・ダー - Zip-A-Dee-Doo-Dah（Ray Gilbert, Allie Wrubel）
『南部の唄』より
2. 地面より10フィート - Ten Feet Off The Ground（Richard M. Sherman, Robert B. Sherman）
『ファミリー・バンド』より
3. ハイ・ホー - Heigh-Ho (The Dwarfs' Marching Song)（Larry Morey, Frank Churchill）
『白雪姫』より
4. 口笛ふいて働こう - Whistle While You Work（Larry Morey, Frank Churchill）
『白雪姫』より
5. チム・チム・チェリー - Chim Chim Cher-ee（Richard M. Sherman, Robert B. Sherman）
『メリー・ポピンズ』より
6. ビビディ・バビディ・ブー - Bibbidi-Bobbidi-Boo（Jerry Livingston, Mack David, Al Hoffman）
『シンデレラ』より
7. バウト・タイム - 'Bout Time（Richard M. Sherman, Robert B. Sherman）
『ファミリー・バンド』より
8. デビー・クロケットの唄 - The Ballad Of Davy Crockett（Tom Blackburn, George Burns）
『デビー・クロケット』より
9. ザ・ベアー・ネセシティ - The Bare Necessities（Terry Gilkyson）
『ジャングル・ブック』より
10. 星に願いを - When You Wish Upon A Star（Ned Washington, Leigh Harline）
『ピノキオ』より